# Wilhelm Trautschold

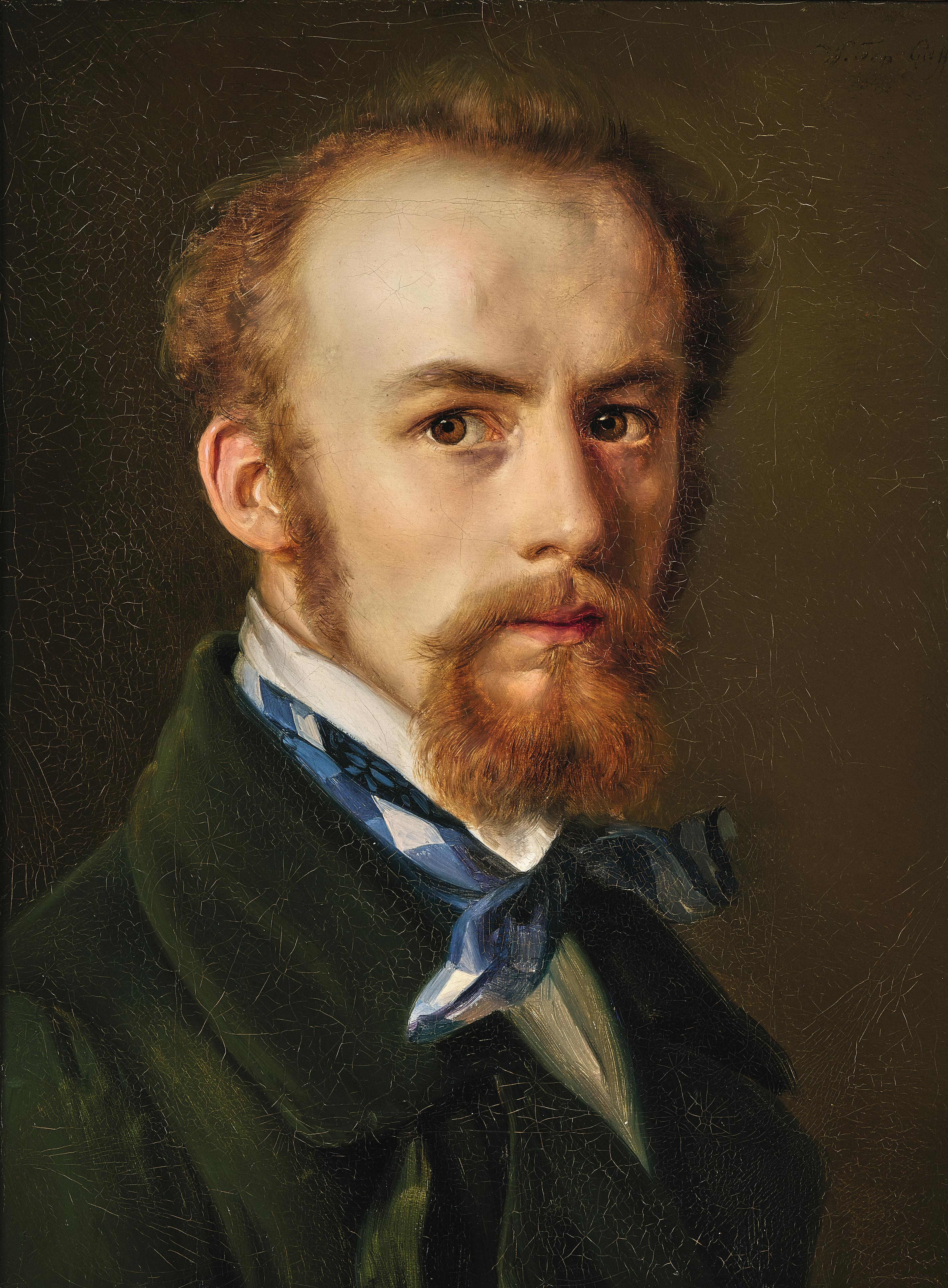
Selbstbildnis

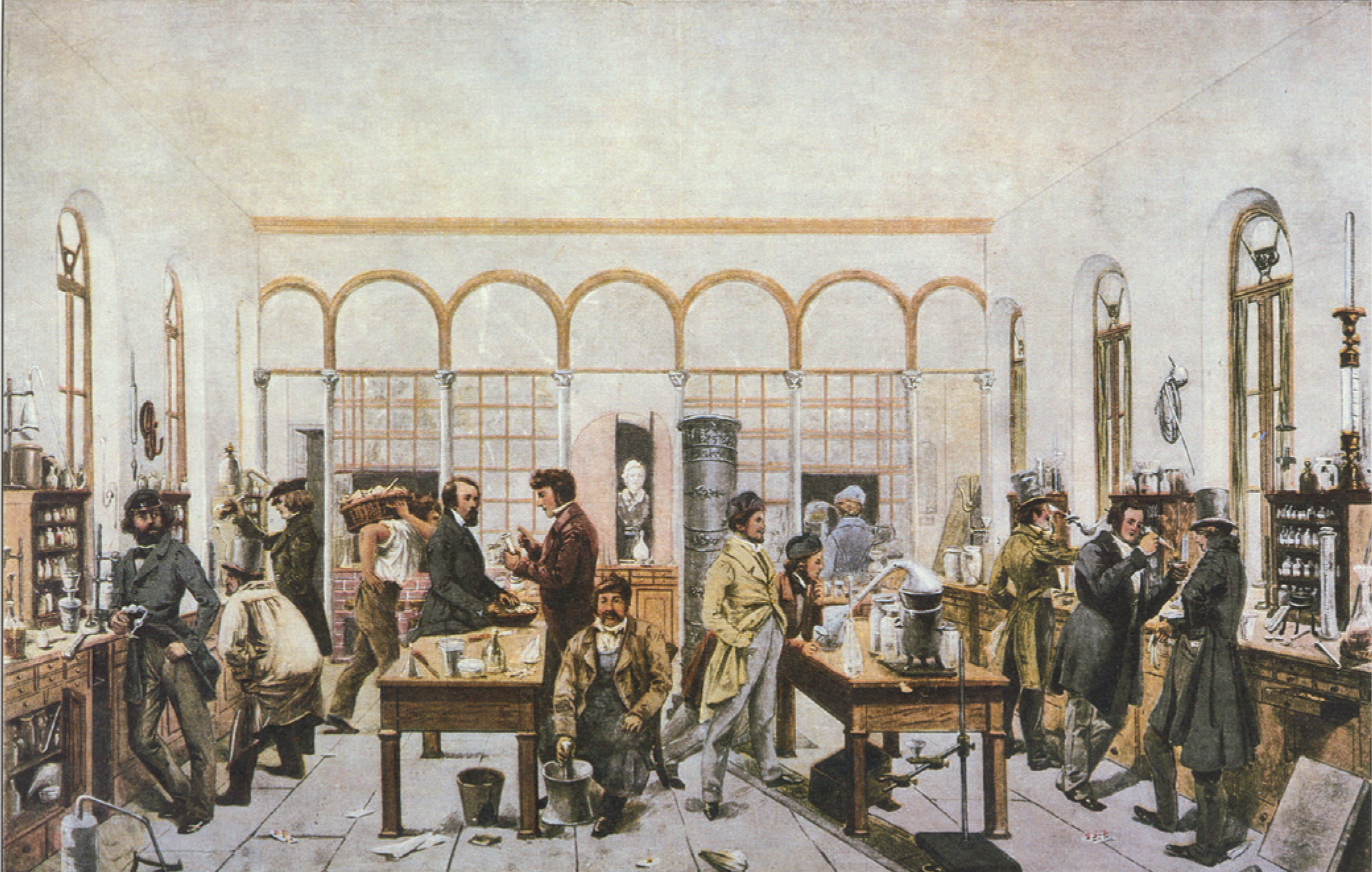
Justus von Liebigs Doktoranden in seinem Gießener Labor, 1841, Liebig-Museum

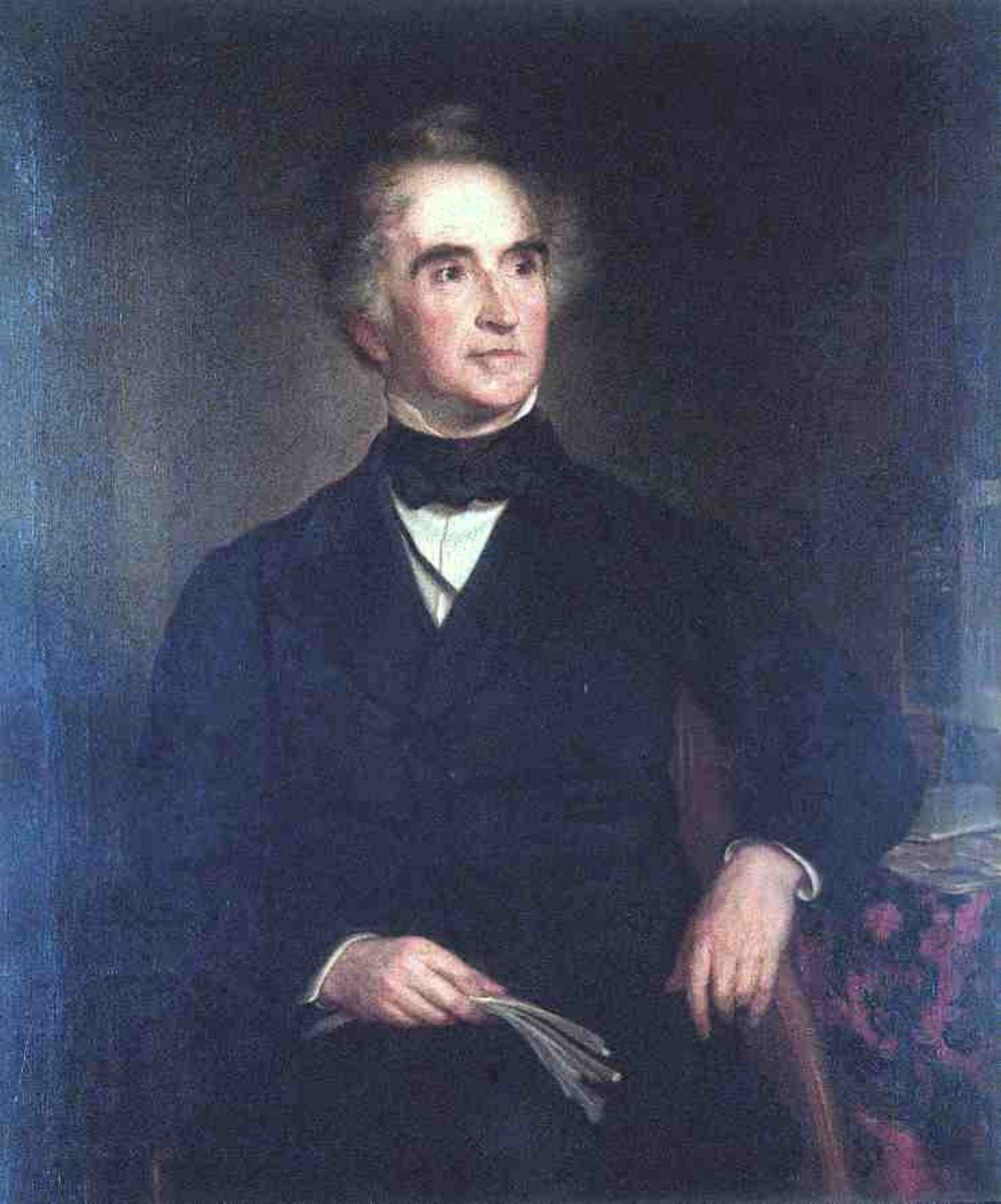
Justus von Liebig, um 1855

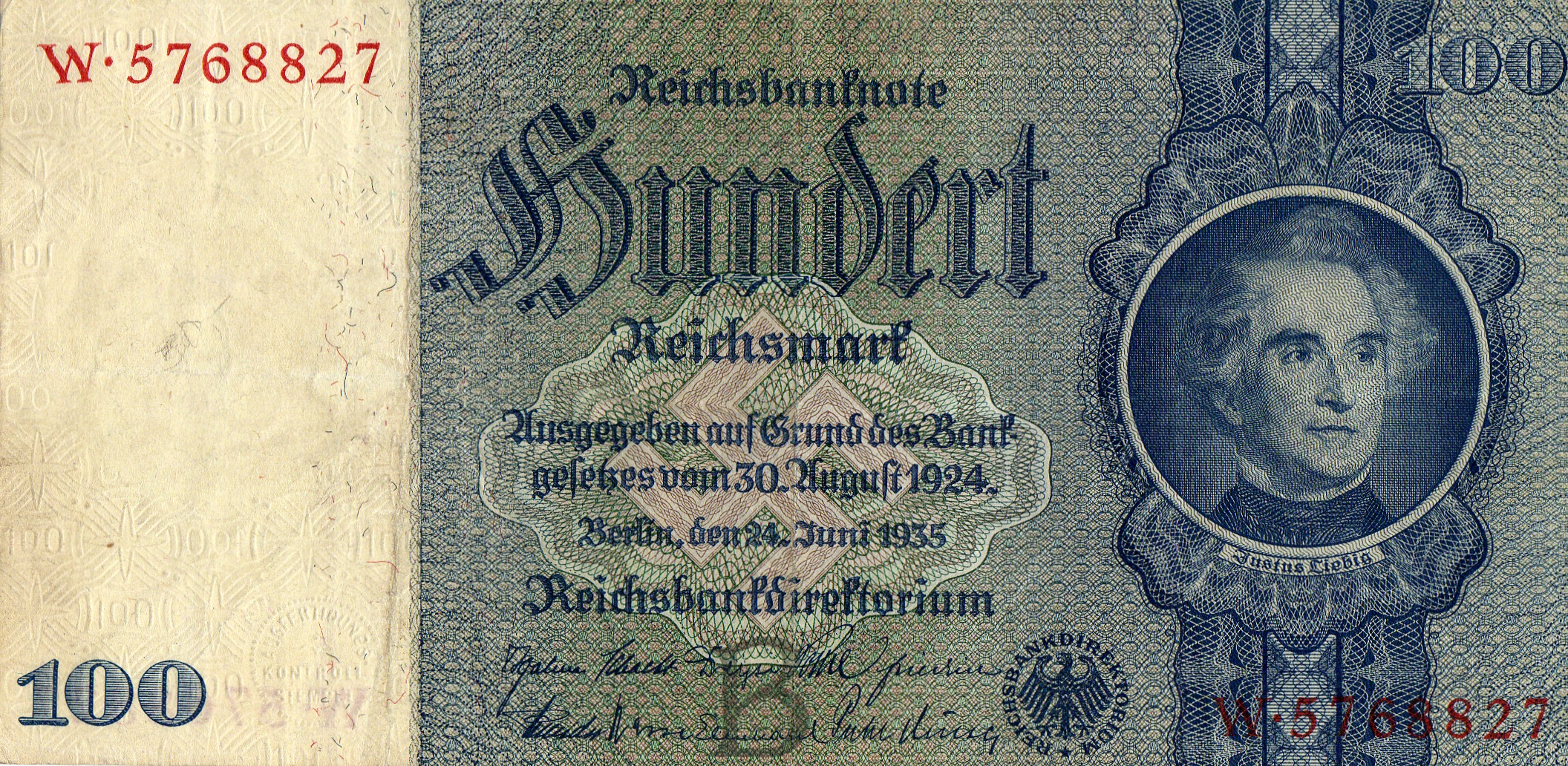
100-Reichsmark-Banknote, die das Porträt zeigt

Carl Friedrich Wilhelm Trautschold, auch William Trautschold (* 2. Juni 1815 in Berlin; † 7. Januar 1877 in München), war ein deutscher Porträt-, Genre- und Tier- und Landschaftsmaler, Lithograf und Aquarellist.

## Leben
Er lernte an der Akademie der Künste in Berlin sowie in Düsseldorf. An der Kunstakademie Düsseldorf, die er von 1833 bis 1835 besuchte, waren Karl Ferdinand Sohn und Wilhelm Schadow seine Lehrer. An der Universität Gießen erhielt er 1843 eine Anstellung als Zeichenlehrer, die er bis 1846 und erneut ab 1852 innehatte. An der Gießener Universität studierte auch Hermann Trautschold, sein jüngerer Bruder, Mineralogie, Kristallographie und Chemie bei Justus von Liebig, und wurde später Geologe und Paläontologe. Mit Liebig war Wilhelm Trautschold seit Längerem befreundet. Bereits 1840 porträtierte er ihn in Gießen. In der Gießener Zeit entstanden zahlreiche weitere Porträts, insbesondere Professoren- und Studentenbildnisse.
1846 kam Trautschold nach England. In den Jahren 1847 bis 1850 stellte in Liverpool aus. Am 18. Juli 1850 heiratete er in Everton bei Liverpool Sophia Johnston (* 1819), vermutlich eine außereheliche Tochter des Chemikers und Industriellen James Muspratt. Das Paar hatte eine 1852 in England geborene Tochter und einen 1854 in Gießen geborenen Sohn. Dieser Sohn, Manfred Trautschold, der 1887 in die Vereinigten Staaten emigrierte und dort 1921 starb, wurde ebenfalls Maler. 1851 bereiste Trauschold Italien (Florenz, Rom), ab 1860 lebte er in London. Gesundheitliche Probleme plagten ihn die letzten zwanzig Lebensjahre. Auf einer letzten Reise nach Deutschland, die er aus medizinischen Gründen unternommen hatte, starb er im Alter von 61 Jahren in München.
Trautscholds Werke sind in den Sammlungen der National Portrait Gallery und in der Royal Society of Chemistry in London sowie im Liebig-Museum in Gießen erhalten. Eines seiner Porträts von Justus von Liebig wurde auf der deutschen 100-Reichsmark-Banknote aus dem Jahr 1935 verwendet.